# The Bathtub

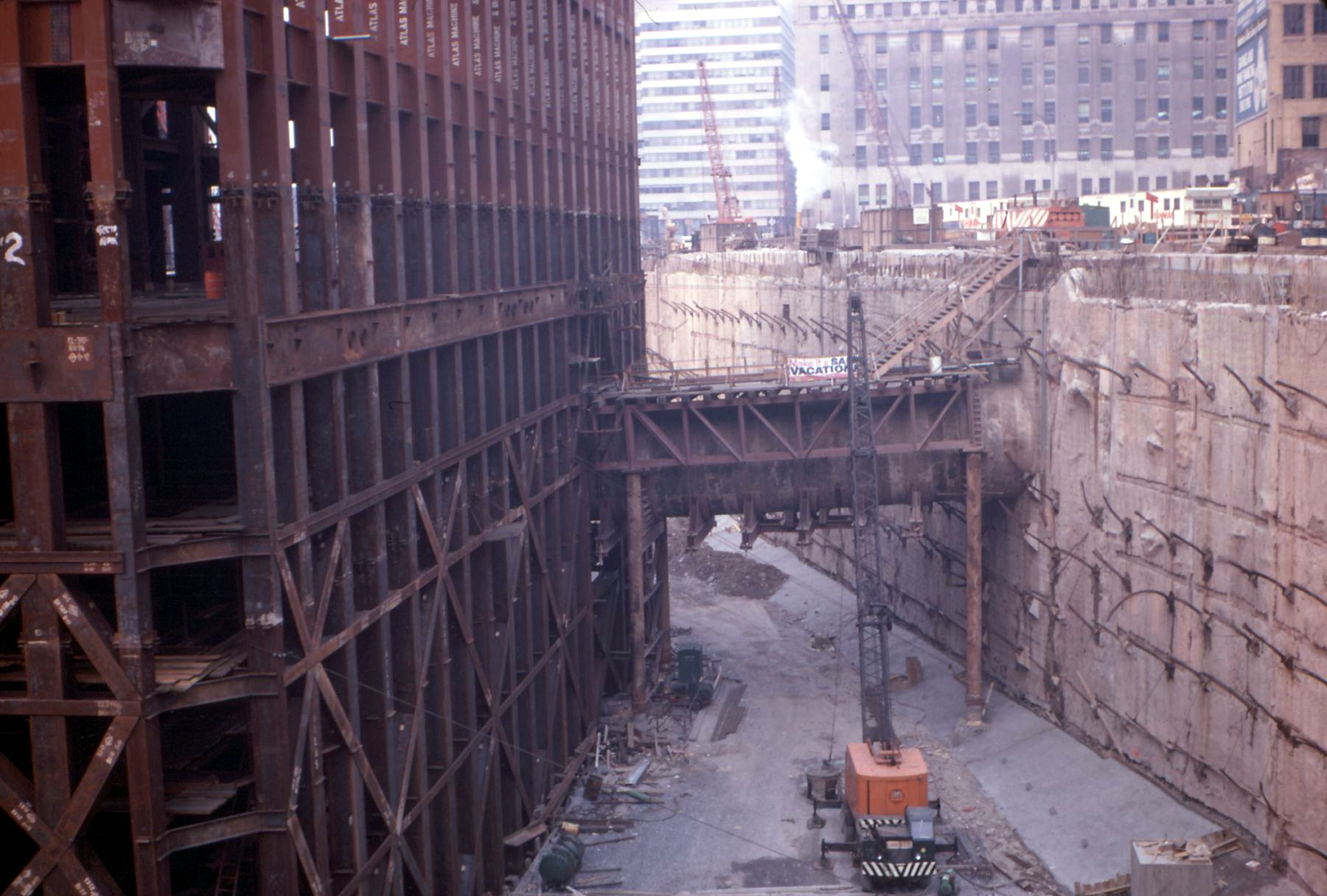
La vista al norte del Bathtub original en 1969, el marco de la torre sur está en la izquierda. El túnel F al este de la estación PATH se puede ver al centro, que penetra en el muro pantalla en su camino a Cortlandt Street hacia el Terminal Hudson.

The Bathtub se refiere a la zona subterránea del World Trade Center y edificios colindantes en la Ciudad de Nueva York. El término bathtub está equivocado ya que el área no contiene agua; sino que el propósito de su diseño es el de mantener el agua alejada.

## Descripción

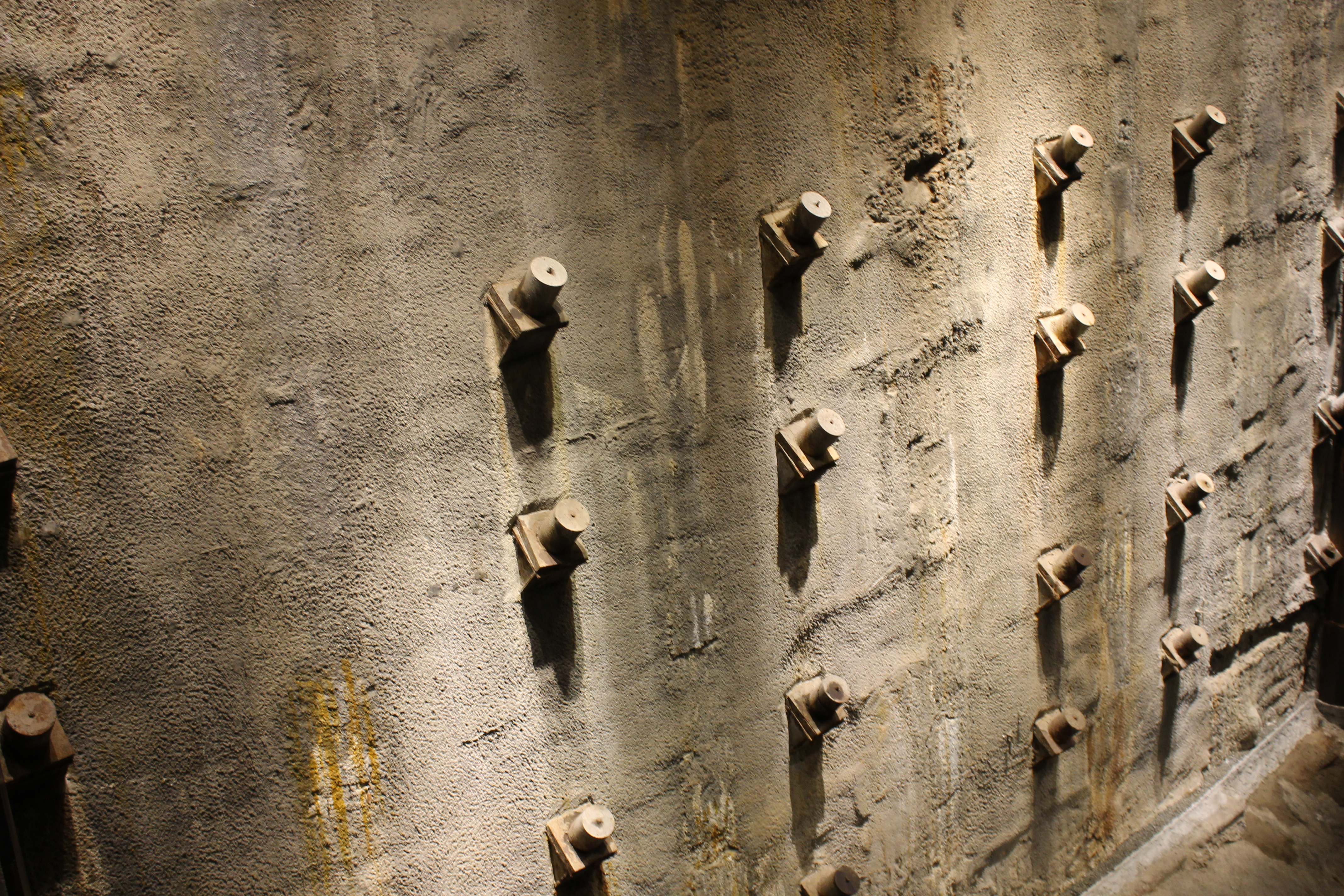
El "Bathtub" en el National September 11 Memorial & Museum en la Ciudad de Nueva York

The Bathtub engloba una excavación grande, casi rectangular hasta la roca madre rodeada de paredes de concreto armado, que funcionan como represas para prevenir la intrusión del agua del río cercano a esta, el Río Hudson. El sitio del World Trade Center fue ubicado en un vertedero artificial tapado por agua que había acumulado por siglos, lo que proporcionó una extensión de tierra al Río Hudson que provenía originalmente de la orilla de Manhattan, con la base ubicada a 65 pies (20 m) debajo. Eliminar manualmente el agua de esta zona habría afectado severamente los niveles de agua que rodean el sitio del World Trade Center y, por lo tanto, se hubiera puesto en peligro los cimientos de edificios cercanos, provocando que se hundieran. Esta es la razón por la cual el método de the Bathtub fue usado.
The Bathtub contiene un sitio de 15 acres (65,000 m²), que incluye siete niveles de basamento, la terminal del centro de la ciudad de la línea de tránsito rápido de la Autoridad Portuaria Trans-Hudson (APTH), y la Línea de la Séptima Avenida-Broadway preexistente del IRT del Metro de Nueva York (trenes de la línea 1). La Torre Sur del World Trade Center fue, en realidad, construida alrededor de los tubos del APTH que pasaban por la zona de la base y, por lo tanto, el servicio fue ininterrumpido durante todo el periodo de construcción. Las paredes a prueba de agua tienen 3 pies (0,91 m) de espesor y 70 pies (21 m) de altura.
El material excavado que fue desenterrado para construir the bathtub fue reutilizado como vertedero para construir el Battery Park City, y el mismo método fue también utilizado para construir la zona de los cimientos de la Willis Tower en Chicago.

## Problemas
Era temido que la pared colapsara durante la remoción de los escombros de los ataques del 11 de septiembre, lo que arriesgaría a los trabajadores y posiblemente comprometería a otros edificios e inundaría una porción del sistema del metro. Para prevenir esto, se adjuntaron refuerzos a la roca madre para apuntalar las paredes de the bathtub.